# KkStB 11 sorozat
| ÖNWB XIVa,b kkStB 11 sorozat ČSD 354.4 sorozat                     | ÖNWB XIVa,b kkStB 11 sorozat ČSD 354.4 sorozat                     | ÖNWB XIVa,b kkStB 11 sorozat ČSD 354.4 sorozat                     | ÖNWB XIVa,b kkStB 11 sorozat ČSD 354.4 sorozat                     | ÖNWB XIVa,b kkStB 11 sorozat ČSD 354.4 sorozat                     | ÖNWB XIVa,b kkStB 11 sorozat ČSD 354.4 sorozat                     |
| ÖNWB XIVb No. 611 spätere kkStB 11.11, ČSD 354.406 und DRB 38.4301 | ÖNWB XIVb No. 611 spätere kkStB 11.11, ČSD 354.406 und DRB 38.4301 | ÖNWB XIVb No. 611 spätere kkStB 11.11, ČSD 354.406 und DRB 38.4301 | ÖNWB XIVb No. 611 spätere kkStB 11.11, ČSD 354.406 und DRB 38.4301 | ÖNWB XIVb No. 611 spätere kkStB 11.11, ČSD 354.406 und DRB 38.4301 | ÖNWB XIVb No. 611 spätere kkStB 11.11, ČSD 354.406 und DRB 38.4301 |
| Technikai adatok                                                   | Technikai adatok                                                   | Technikai adatok                                                   | Technikai adatok                                                   | Technikai adatok                                                   | Technikai adatok                                                   |
|                                                                    | XIVa (1896)                                                        | XIVa (1900)                                                        | XIVb (1896)                                                        | XIVb (1903)                                                        | XIVb (1909)                                                        |
| ------------------------------------------------------------------ | ------------------------------------------------------------------ | ------------------------------------------------------------------ | ------------------------------------------------------------------ | ------------------------------------------------------------------ | ------------------------------------------------------------------ |
| Pályaszám:                                                         | ÖNWB XIVa 601–605 kkStB 11.01–05 ČSD 354.401–405                   | ÖNWB XIVa 601–605 kkStB 11.01–05 ČSD 354.401–405                   | ÖNWB XIVb 611–629 kkStB 11.11–29 ČSD 354.406–424                   | ÖNWB XIVb 611–629 kkStB 11.11–29 ČSD 354.406–424                   | ÖNWB XIVb 611–629 kkStB 11.11–29 ČSD 354.406–424                   |
| Darabszám:                                                         | ÖNWB: 5 kkStB: 5 (ÖNWB-től) ČSD: 5 (kkStB-től)                     | ÖNWB: 5 kkStB: 5 (ÖNWB-től) ČSD: 5 (kkStB-től)                     | ÖNWB: 19 kkStB: 19 (ÖNWB-től) ČSD: 19: (kkStB-től)                 | ÖNWB: 19 kkStB: 19 (ÖNWB-től) ČSD: 19: (kkStB-től)                 | ÖNWB: 19 kkStB: 19 (ÖNWB-től) ČSD: 19: (kkStB-től)                 |
| Gyártó:                                                            | StEG                                                               | StEG                                                               | StEG                                                               | StEG                                                               | StEG                                                               |
| Gyártásban:                                                        | 1896, 1898, 1900                                                   | 1896, 1898, 1900                                                   | 1896, 1898, 1900, 1903, 1909                                       | 1896, 1898, 1900, 1903, 1909                                       | 1896, 1898, 1900, 1903, 1909                                       |
| Selejtezés:                                                        | bis 1949                                                           | bis 1949                                                           | bis 1949                                                           | bis 1949                                                           | bis 1949                                                           |
| Nyomtávolság:                                                      | 1435 mm                                                            | 1435 mm                                                            | 1435 mm                                                            | 1435 mm                                                            | 1435 mm                                                            |
| Jelleg:                                                            | 2'C n2                                                             | 2'C n2                                                             | 2'C n2v                                                            | 2'C n2v                                                            | 2'C n2v                                                            |
| Hossz:                                                             | 10 688 mm                                                          | 10 688 mm                                                          | 10 688 mm                                                          | 10 688 mm                                                          | 10 688 mm                                                          |
| Hossz szerkocsival:                                                | 17 351 mm                                                          | 17 351 mm                                                          | 17 351 mm                                                          | 17 351 mm                                                          | 17 351 mm                                                          |
| Magasság:                                                          | 4560 mm                                                            | 4560 mm                                                            | 4560 mm                                                            | 4560 mm                                                            | 4560 mm                                                            |
| Hajtókerék-átmérő:                                                 | 1650 mm                                                            | 1650 mm                                                            | 1650 mm                                                            | 1650 mm                                                            | 1650 mm                                                            |
| Futókerékátmérő:                                                   | 989 mm                                                             | 989 mm                                                             | 989 mm                                                             | 989 mm                                                             | 989 mm                                                             |
| Csatolt kerekek tengelytávolsága:                                  | 3700 mm                                                            | 3700 mm                                                            | 3700 mm                                                            | 3700 mm                                                            | 3700 mm                                                            |
| Össztengelytávolság:                                               | 7420 mm                                                            | 7420 mm                                                            | 7420 mm                                                            | 7420 mm                                                            | 7420 mm                                                            |
| Tengelytávolság szerkocsival:                                      | 14 087 mm                                                          | 14 087 mm                                                          | 14 087 mm                                                          | 14 087 mm                                                          | 14 087 mm                                                          |
| Üres tömeg:                                                        | 54,50 t                                                            | 56,00 t                                                            | 54,50 t                                                            | 56,00 t                                                            | 57,30 t                                                            |
| Tapadási tömeg:                                                    | 41,40 t                                                            | 42,00 t                                                            | 41,40 t                                                            | 42,00 t                                                            | 42,00 t                                                            |
| Szolgálati tömeg:                                                  | 48,00 t                                                            | 48,00 t                                                            | 48,00 t                                                            | 48,00 t                                                            | 48,00 t                                                            |
| Szolgálati tömeg szerkocsival:                                     | 60,70 t                                                            | 61,60 t                                                            | 60,70 t                                                            | 61,60 t                                                            | 63,00 t                                                            |
| Csőfűtőfelület:                                                    | 165,3 m²                                                           | 162,5 m²                                                           | 165,3 m²                                                           | 162,5 m²                                                           | 165,3 m²                                                           |
| Sugárzó fűtőfelület:                                               | 13,0 m²                                                            | 13,0 m²                                                            | 13,0 m²                                                            | 13,0 m²                                                            | 13,0 m²                                                            |
| Rostélyfelület:                                                    | 2,90 m²                                                            | 2,90 m²                                                            | 2,90 m²                                                            | 2,90 m²                                                            | 2,90 m²                                                            |
| Gőznyomás:                                                         | 12,0 at                                                            | 12,0 at                                                            | 13,0 at                                                            | 13,0 at                                                            | 13,0 at                                                            |
| hengerek száma:                                                    | 2                                                                  | 2                                                                  | 2                                                                  | 2                                                                  | 2                                                                  |
| Hengerátmérő:                                                      | 500 mm                                                             | 500 mm                                                             | 520/740 mm                                                         | 520/740 mm                                                         | 520/740 mm                                                         |
| Dugattyúlöket:                                                     | 650 mm                                                             | 650 mm                                                             | 650 mm                                                             | 650 mm                                                             | 650 mm                                                             |
| Tender:                                                            | 51, 55                                                             | 51, 55                                                             | 51, 55                                                             | 51, 55                                                             | 51, 55                                                             |
| Vízkészlet:                                                        | 15,0 m³                                                            | 15,8 m³                                                            | 15,8 m³                                                            | 15,8 m³                                                            | 15,3 m³                                                            |
| Tüzelőanyagkészlet:                                                | 7,0 m³                                                             | 7,0 m³                                                             | 7,0 m³                                                             | 7,0 m³                                                             | 7,0 m³                                                             |
| Legnagyobb sebesség:                                               | 80 km/h                                                            | 80 km/h                                                            | 80 km/h                                                            | 80 km/h                                                            | 80 km/h                                                            |

A kkStB 11 sorozat egy gyorsvonati szerkocsisgőzmozdony-sorozat volt az osztrák Császári és Királyi Osztrák Államvasutaknál (németül: k.k.österreichischen Staatsbahnen, kkStB), melyek eredetileg az Osztrák Északnyugati Vasúttól származtak (németül: Österreichischen Nordwestbahn, ÖNWB).

## Története
Ezeknek a 2C jellegű mozdonyoknak a beszerzésekor az ÖNWB tapasztalatokat akart szerezni a kompaund gépekkel, ezért öt darabot telített gőzű ikergépesnek, 19 db-ot pedig kompaundmozdonynak rendeltek. A telített gőzűek a XIVa, a kompaundok a XIVb sorozatba lettek beosztva. Mindkét változat a StEG Mozdonygyárában készült 1896 és 1909 között. Karl Gölsdorf  dolgozta ki a terveket. A mozdony külsejét a hatalmas dupladóm határozta meg az összekötőcsővel és a közéjük elhelyezett homoktartály.
Miután a  megrendelt és leszállított öt db mozdonyt összehasonlították a kompaund gépekkel, ez utóbbiak beszerzése mellett döntöttek. Az utolsó szállítmány XIVb mozdonyon (6 darab) Popp szelep, kenőprés és önműködő légűrfék volt.
A sorozat mozdonyai Znojmo és Iglau között 250 t tömegű gyorsvonatokat továbbítottak. A mozdonyok jó teljesítménye miatt a Buschtěhrader Eisenbahn] (BEB) is vásárolt 17 db-ot (BEB VIII sorozat), az Aussig-Teplice Vasút, ATE) pedig négy db-ot (ATE Ic) ebből a mozdonytípusból.
Az ÖNWB 1909-es államosítása után a mozdonyok a kkStB 11 sorozatába lettek beosztva. A sorozat mozdonyai az első világháború után a Csehszlovák Államvasutak (ČSD) állományába kerültek a ČSD 354.4 sorozatba. Az utolsó mozdonyát a sorozatnak 1949 elején selejtezték.
A második világháborúban a mozdonyok a Német Birodalmi Vasút  (DRB) 38.4201–04 (XIVa) és a 38.4301–19 (XIVb) pályaszámtartományaiban üzemeltek.
A BEB mozdonyok együtt a négy gőzszárítós mozdonnyal, mint hasonló építésűek a ČSD 354.4 sorozatba, az ATE megmaradt mozdonyai pedig a 344.3 sorozatba lettek beosztva.

## Fordítás
- Ez a szócikk részben vagy egészben  a   kkStB 11 című német Wikipédia-szócikk fordításán alapul.  Az eredeti cikk szerkesztőit annak laptörténete sorolja fel. Ez a jelzés csupán a megfogalmazás eredetét és a szerzői jogokat jelzi, nem szolgál a cikkben szereplő információk forrásmegjelöléseként.